# Theo Bot (politicus)
Theodorus Hendrikus (Theo) Bot (Dordrecht, 20 juli 1911 - Den Haag, 24 september 1984) was een Nederlands politicus voor de Katholieke Volkspartij (KVP), diplomaat en ambtenaar.

## Loopbaan
Aanvankelijk maakte Bot bestuurlijk carrière in Nederlands-Indië en werkte op het Ministerie van Overzeese Gebiedsdelen en Buitenlandse Zaken. Ook was hij adjunct-secretaris-generaal van de Nederlands-Indonesische Unie, van 1 januari 1950 tot 1 maart 1954.

### Rol tijdens kabinet Drees-Van Schaik
Als ambtenaar op het ministerie van Overzeese Gebiedsdelen speelde hij in 1948 in het geheim vertrouwelijke informatie (brieven) door aan het Ministerie van Buitenlandse Zaken. Er bestonden grote tegenstellingen in het kabinet-Drees-Van Schaik. Tussen de beide ministers (Sassen en Stikker) bestond een grote controverse over de politiek ten aanzien van Indonesië. Sassen stond een behoudende (neokoloniale) politiek voor met als doel de liquidatie van de Republik Indonesia. Hij was een van de drijvende krachten achter de tweede politionele actie. Stikker was meer gematigd en pragmatisch en een uitgesproken tegenstander van het beleid van zijn collega. Bot was het ook oneens met de opvattingen van Sassen en vóór een snelle soevereiniteitsoverdracht en heeft op deze manier als "mol" waarschijnlijk een belangrijk aandeel gehad in de val van deze minister.

### Politieke functies en daarna
In de periode tussen 1959 en 1967 gaf hij zijn loopbaan een politieke wending. Hij werd achtereenvolgens Tweede Kamerlid, staatssecretaris voor Nederlands-Nieuw-Guinea in het kabinet-De Quay, Minister van Onderwijs, Kunsten en Wetenschappen in het kabinet-Marijnen, en minister voor Ontwikkelingshulp in het kabinet-Cals en kabinet-Zijlstra. Hij vervolgde zijn loopbaan hierna als diplomaat.

## Persoonlijk
Theo Bot was de vader van Ben Bot.
- Biografisch Portaal: 19806932
- Parlement.com: vg09lkyl9fdw